# 邵正中
邵正中  (1964 年—)，上海人，复旦大学先进材料实验室教授，主要从事蚕丝和蜘蛛丝及相应丝蛋白的结构和性能等方面的研究工作。入选中华人民共和国教育部第八批"长江学者"特聘教授，曾就读于复旦大学高分子化学与物理专业。